# Ljuva november
Ljuva november (engelska: Sweet November) är en amerikansk långfilm från 2001 i regi av Pat O'Connor, med Keanu Reeves, Charlize Theron, Jason Isaacs och Greg Germann i rollerna. Filmen är en nyinspelning av Sweet November (1968).

## Rollista
| Keanu Reeves       | – Nelson Moss             |
| Charlize Theron    | – Sara Deever             |
| Jason Isaacs       | – Chaz Watley             |
| Greg Germann       | – Vince Holland           |
| Liam Aiken         | – Abner                   |
| Robert Joy         | – Raeford Dunne           |
| Lauren Graham      | – Angelica                |
| Michael Rosenbaum  | – Brandon                 |
| Frank Langella     | – Edgar Price             |
| Jason Kravits      | – Manny                   |
| Ray Baker          | – Buddy Leach             |
| Tom Bullock        | – Al                      |
| Adele Proom        | – Osiris                  |
| L. Peter Callender | – Don Watson, DMV Proctor |
| June Carryl        | – Beatrice                |